# Alexanderplatz (metrostation)
Het metrostation Alexanderplatz is een van de grootste stations van de metro van Berlijn en vormt het knooppunt van de lijnen U2, U5 en U8. Het station is aangelegd in een H-vorm, met de U2 in de oostelijke arm, de U8 in de westelijke arm en de dieper gelegen U5 in de dwarsarm. De perrons van de U2 en de U8 worden door een winkelpassage over de U5 met elkaar verbonden.

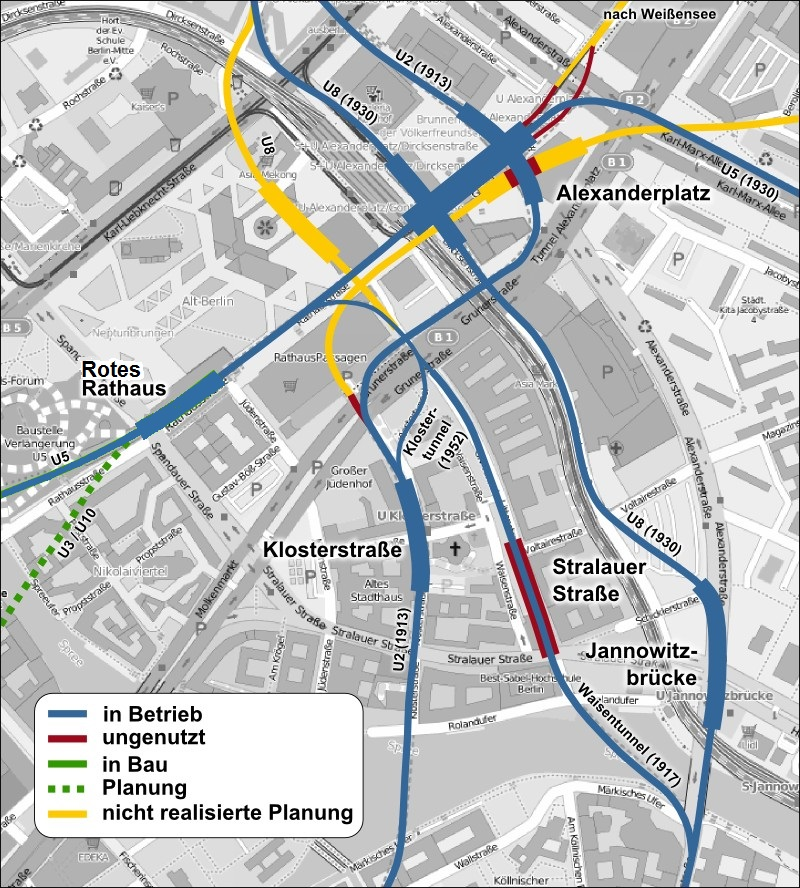
De ooit geplande (geel) en gerealiseerde (blauw) metrotunnels rond de Alexanderplatz. In groen mogelijke toekomstige nieuwe lijnen.

Het perron van de huidige U2 werd tussen 1910 en 1913 naar een ontwerp van Alfred Grenander gebouwd, en op 1 juli 1913 geopend. Kort daarna werd onder het perron voorbereidingen getroffen voor een toekomstige lijn naar Friedrichshain, maar deze is vanwege de Eerste Wereldoorlog nooit gebouwd.
Slechts enkele jaren daarna wilde AEG een eigen metrolijn in noord-zuidrichting bouwen, de huidige U8. Om die reden werd ten westen van het Stadtbahnviaduct al snel een tunnel gegraven, deze tunnel, rond het geplande station Stralauer Straße, is tegenwoordig de Waisentunnel die fungeert als verbindingsspoor tussen U5 en U8. Nadat AEG vanwege financiële redenen als gevolg van de Eerste Wereldoorlog het project niet kon voortzetten, werd de lijn door de stad Berlijn overgenomen en het station op de plaats van de huidige Fernsehturm kwam er niet. Men besloot echter de nieuwe lijn via Alexanderplatz te laten lopen, om zo een aansluiting met de U2 mogelijk te maken. Vanaf 1926 werd aan dit nieuwe station, dat tegen het S-Bahnstation aanligt, gebouwd en het werd op 18 april 1930 geopend.

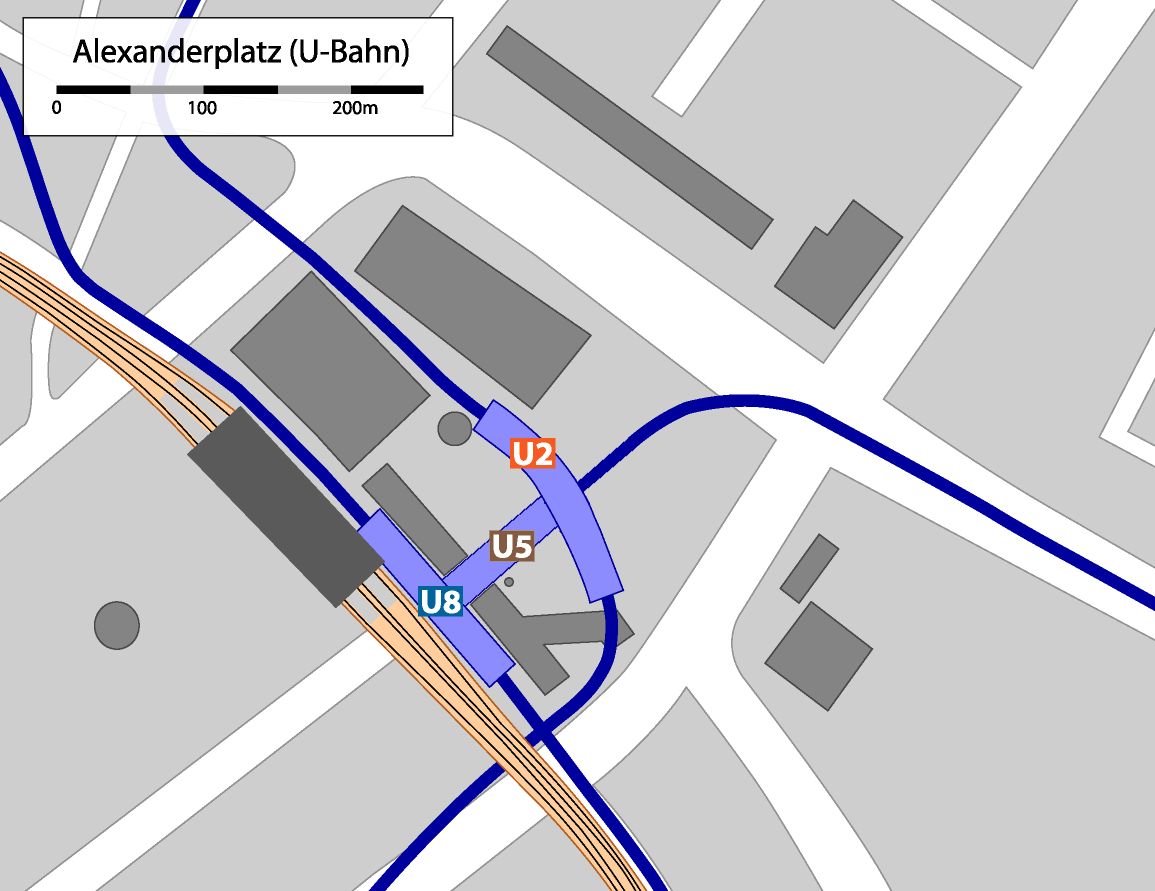
Plattegrond van de metrostations onder de Alexanderplatz

Al in 1926/27 begon men met de bouw van een nieuwe lijn richting het oosten, de huidige U5. Het viersporige station werd haaks op de al bestaande stations gebouwd en verbond deze op die manier. De buitenste sporen waren voor een lijn naar Weißensee bestemd, maar ook deze lijn is tot op heden niet gerealiseerd. Het station werd op 21 december 1930 geopend.
De stations van de U5, U8 en het voetgangersgebied wat hen verbindt, zijn in de stijl van de nieuwe zakelijkheid uitgevoerd. De stations zouden voor vele andere stations een voorbeeld worden. Architect was wederom Alfred Grenander die zich deze stijl, in de 17 jaren sinds de voltooiing van het U2-station, duidelijk eigen had gemaakt.
Gedurende de deling van Berlijn (1961–1989) waren de perrons van de U8 van de rest van het station afgesloten, en waren de toegangen dichtgemetseld. Dit omdat de treinen die van de west- naar oost- en weer naar de westsector voerden toch zonder te stoppen door het station reden. Daarom behoorde dit station tot de zogenoemde Geisterbahnhöfen. Om het bestaan van het station te verbergen waren de afgeschermde perrons met originele muurtegeltjes bekleed.
De tunnel richting het station Rotes Rathaus is ook al gerealiseerd in 1930 en was meteen al uitgevoerd met twee verdiepingen, boven voor lijn E (U5) en onder voor lijn F (U3/U10). Het onderste deel is volgestort met zand en het bovenste deel is gebruikt voor opstelsporen. Hier bevinden zich vier keersporen waar de treinen kop kunnen maken. Op deze keersporen is de zogenaamde Waisentunnel aangesloten, zodat er met voertuigen van de U8 gewisseld kan worden. De westelijke verlenging van de U5 naar Berlin Hauptbahnhof is via de bovenste verdieping aangesloten op station Alexanderplatz. De westelijkste drie stations van deze verlenging, Brandenburger Tor en Bundestag en Berlin Hauptbahnhof, zijn tussen 8 augustus 2009 en 4 december 2020 als eilandbedrijf met pendeldienst onder nummer U55 geëxploiteerd. In 2010 begonnen de werkzaamheden onder het centrum en op 4 december 2020 is het ontbrekende deel geopend. De lijn naar Weißensee is als verlenging van de U3/U10 in oostelijke richting in de plannen opgenomen. Aan de westkant van het station Alexanderplatz is het onderste deel van de tunnel vrijgemaakt en de buitenste sporen lopen naar het dieper gelegen deel van Rotes Rathaus waar vervangende opstelsporen zijn aangelegd in afwachting van de voltooiing van de U3/U10. Op station Alexanderplatz zal dan een overstap op hetzelfde perron mogelijk worden tussen U3/U10 en U5, terwijl reizigers die de andere lijn in tegengestelde richting willen nemen bij Rotes Rathaus kunnen overstappen. Hoewel bij de Potsdamerplatz ook al een tunnel is gebouwd voor de perrons van U3 is een datum voor deze verlenging nog niet bepaald.
Na de val van de muur werd en wordt het metrostation voor €36 miljoen gerenoveerd. Daarbij gebruikt de BVG de voor het station zo karakteristieke tegeltjes. De perrons van de U5 en U8 hebben een nieuwe granieten ondergrond gekregen, en het perron van U2 krijgt een nieuwe asfaltlaag. Vanwege de bouw van enkele liften zijn een aantal trappen verlegd. Het station heeft op dit moment 4 liften, 86 trappen en 9 uitgangen.

## Galerij

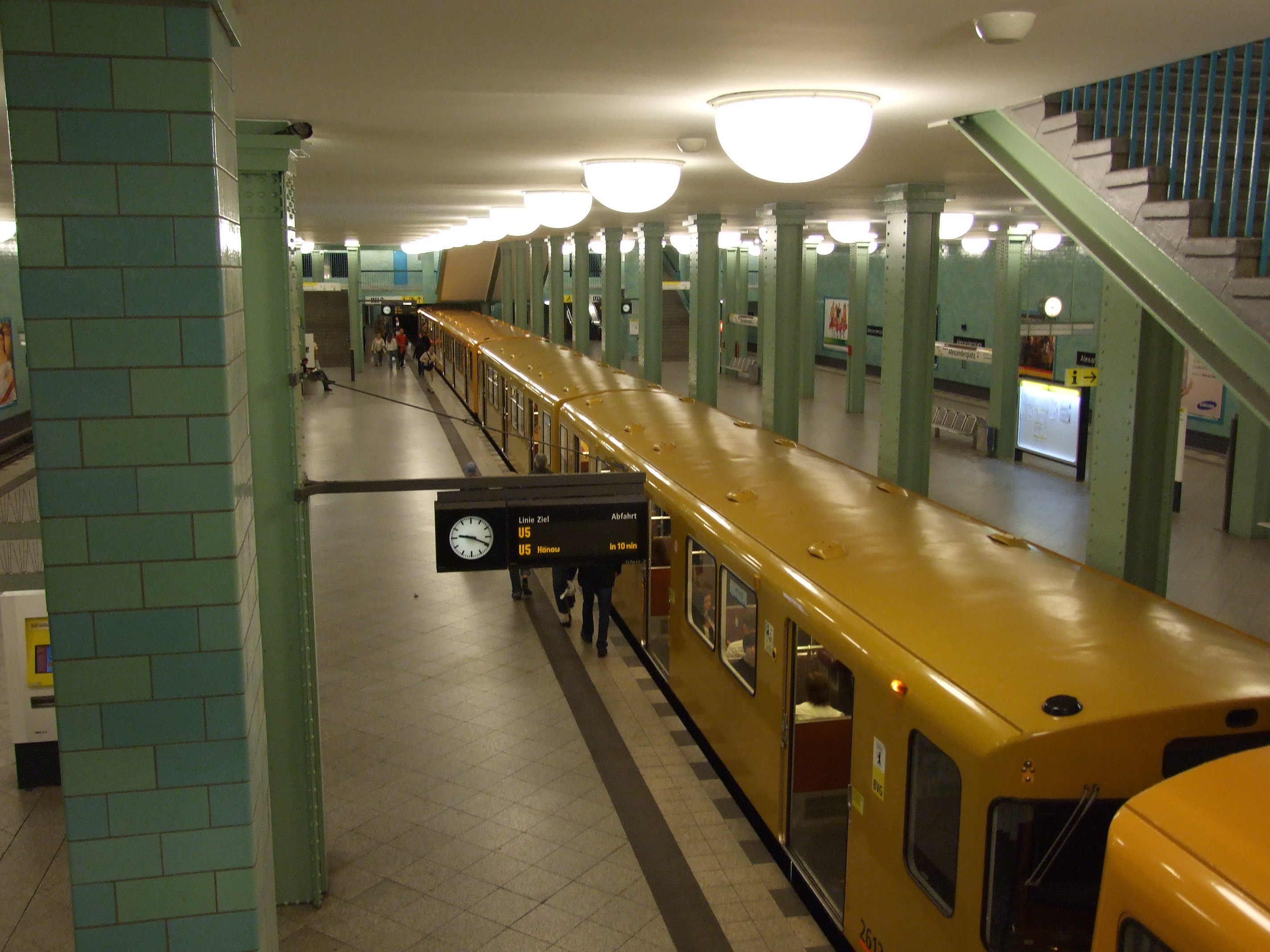
Perron van de U5
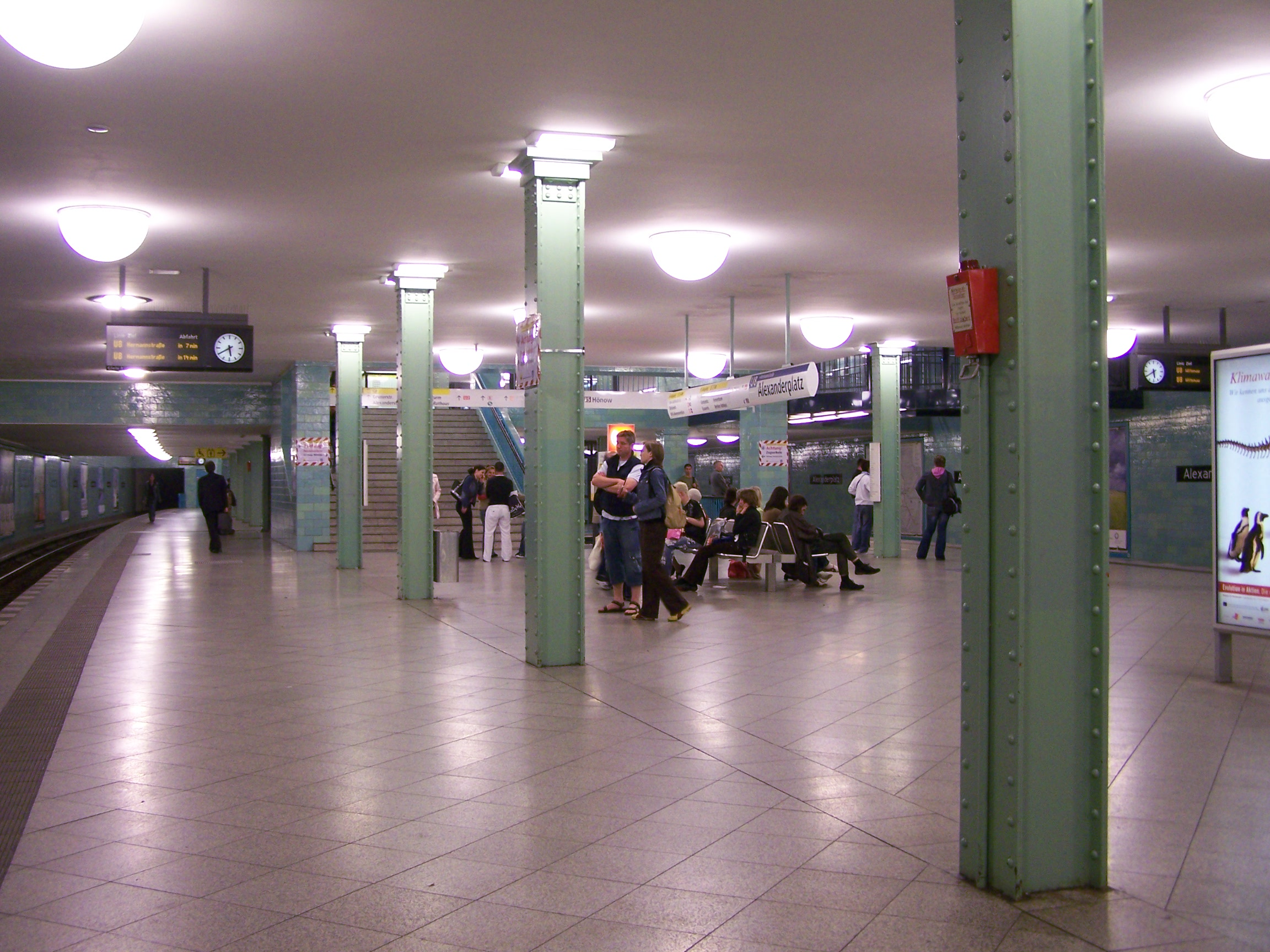
Perron van de U8
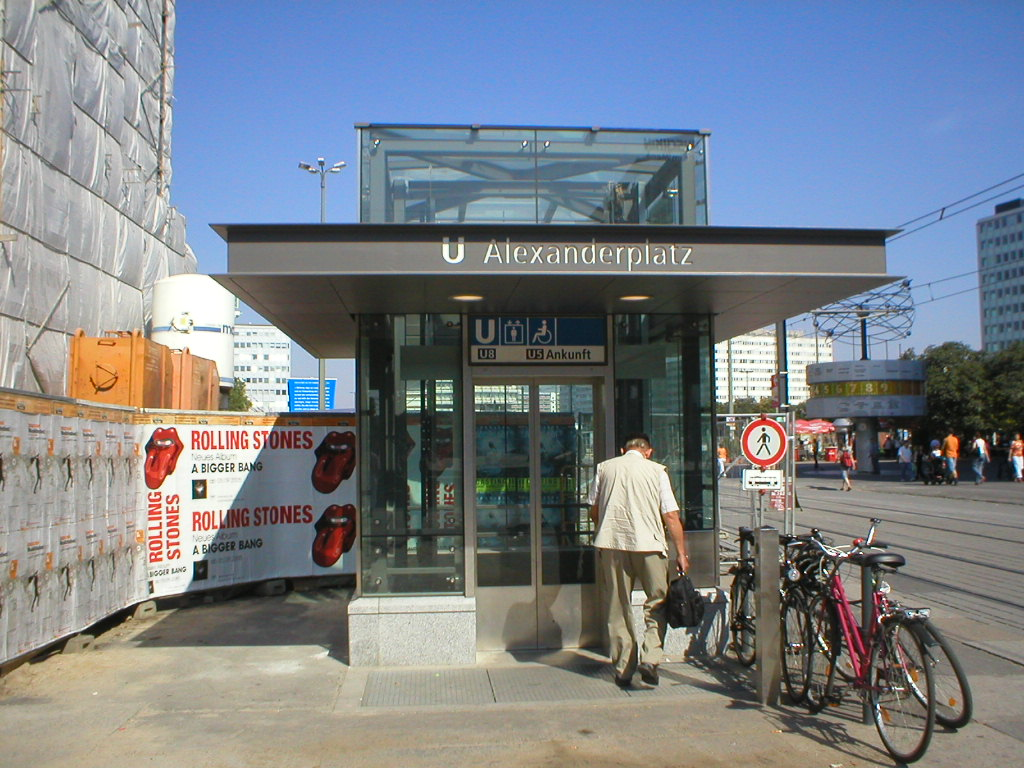
Een van de bij de laatste renovatie toegevoegde liften, naast het Berolinahaus

Pankow  · 
Vinetastraße · 
Schönhauser Allee  · 
Eberswalder Straße · 
Senefelderplatz · 
Rosa-Luxemburg-Platz · 
Alexanderplatz     · 
Klosterstraße · 
Märkisches Museum · 
Spittelmarkt · 
Hausvogteiplatz · 
Stadtmitte  · 
Mohrenstraße · 
Potsdamer Platz   · 
Mendelssohn-Bartholdy-Park · 
Gleisdreieck  · 
Bülowstraße · 
Nollendorfplatz    · 
Wittenbergplatz   · 
Zoologischer Garten    · 
Ernst-Reuter-Platz · 
Deutsche Oper · 
Bismarckstraße  · 
Sophie-Charlotte-Platz · 
Kaiserdamm  · 
Theodor-Heuss-Platz · 
Neu-Westend · 
Olympia-Stadion · 
Ruhleben
Hauptbahnhof .
Bundestag ·
Brandenburger Tor ·
Unter den Linden  ·
Museumsinsel ·
Rotes Rathaus ·
Alexanderplatz     · 
Schillingstraße · 
Strausberger Platz · 
Weberwiese · 
Frankfurter Tor · 
Samariterstraße · 
Frankfurter Allee  · 
Magdalenenstraße · 
Lichtenberg   · 
Friedrichsfelde · 
Tierpark · 
Biesdorf-Süd · 
Elsterwerdaer Platz · 
Wuhletal  · 
Kaulsdorf-Nord · 
Kienberg (Gärten der Welt) · 
Cottbusser Platz · 
Hellersdorf · 
Louis-Lewin-Straße · 
Hönow
Wittenau  · 
Rathaus Reinickendorf · 
Karl-Bonhoeffer-Nervenklinik  · 
Lindauer Allee · 
Paracelsus-Bad · 
Residenzstraße · 
Franz-Neumann-Platz (Am Schäfersee) · 
Osloer Straße  · 
Pankstraße · 
Gesundbrunnen   · 
Voltastraße · 
Bernauer Straße · 
Rosenthaler Platz · 
Weinmeisterstraße · 
Alexanderplatz     · 
Jannowitzbrücke  · 
Heinrich-Heine-Straße · 
Moritzplatz · 
Kottbusser Tor  · 
Schönleinstraße · 
Hermannplatz  · 
Boddinstraße · 
Leinestraße · 
Hermannstraße 